# たざわ (列車)
たざわは、日本国有鉄道（国鉄）と東日本旅客鉄道（JR東日本）が盛岡駅 - 秋田駅・青森駅間を田沢湖線・奥羽本線経由で運行していた特急列車である。
本節では「たざわ」のほか、1996年より「たざわ」の代替特急となった「秋田リレー」に加え、田沢湖線および同線と関連の深い北上線・奥羽本線横手駅 - 大曲駅 - 秋田駅間で運行された昼行優等列車の歴史・沿革についても記述する。

## 概要
1966年（昭和41年）10月20日の田沢湖線全通開業により、盛岡駅 - 秋田駅間で運行を開始した急行「南八幡平」を前身とする。1968年（昭和43年）10月1日に急行「たざわ」に名称を変更し仙台駅・盛岡駅 - 秋田駅の運行となった。1982年11月15日の上越新幹線開業に伴う東北新幹線の増発および田沢湖線全線電化に伴い、東北新幹線と接続する盛岡駅 - 秋田駅の電車特急列車となり、エル特急に指定された。1985年には青森駅まで運転区間が延長されている。 
1996年3月より田沢湖線改軌工事に伴い運転区間を秋田駅 - 青森駅間に変更し、1997年3月の秋田新幹線開業に伴い「かもしか」に改称されて廃止された。

## 運行概況
秋田新幹線建設工事開始の時点で「たざわ」は14往復運行されており、うち2往復が青森駅発着となっていた。1996年以降は秋田駅 - 青森駅間に運行を縮小し、2往復のみの運行となった。
車両は運行開始から廃止まで一貫して南秋田運転所（現・秋田総合車両センター南秋田センター）所属の485系電車が使用された。

### 停車駅
盛岡駅 - （小岩井駅） - （雫石駅） - 田沢湖駅 - 角館駅 - 大曲駅 - （刈和野駅） - 秋田駅 （ - （土崎駅） - 〔追分駅〕 - （大久保駅） - 八郎潟駅 - 森岳駅 - 東能代駅 - 二ツ井駅 - 鷹ノ巣駅 - （早口駅） - 大館駅 - 碇ケ関駅 - 大鰐温泉駅 - 弘前駅 - 川部駅 - 浪岡駅 - 青森駅 )
- （ ）は、一部の列車が停車。また、小岩井駅と刈和野駅については、一部期間のみ数本臨時停車。
- 〔 〕は、東能代駅発着列車のみ停車。
- 急行「たざわ」時代は小岩井駅・羽後長野駅にも全列車停車していた。
- 秋田 - 青森間は、一部列車のみ停車。

## 特急「秋田リレー」
秋田リレーは、東日本旅客鉄道（JR東日本）が北上駅 - 秋田駅間を北上線・奥羽本線経由で運行していた特急列車である。

### 概要
1996年3月に、秋田新幹線運行に向けた改軌をはじめとする工事のため田沢湖線全線が1年間全列車運休となったため、従来の「たざわ」の役割を担う特急として設定された。
北上線を経由するため「たざわ」や現在の秋田新幹線と比べると直線的なルートを通り、かつ北上線自体の線形が良好なことや、停車駅の少なさ、使用車両であるキハ110系の走行性能の高さから所要時間は最速1時間53分となり、現在の東北・秋田新幹線「こまち」（北上駅停車便）の北上駅 - 秋田駅間の所要時間である約2時間に匹敵する速さを有していた。「秋田リレー」運行期間中は東北新幹線「やまびこ」と接続することで「たざわ」の新幹線連絡特急としての機能を代替していたほか、最速「やまびこ」1往復を臨時停車扱いで北上駅に停車させ、最速「秋田リレー」1往復に接続することで東京駅 - 秋田駅間を4時間30分で結ぶ最速ルートを確立しており、繁忙期は増結してもなお輸送力に不足が生じたほどであった。
この「秋田リレー」についても「たざわ」と同様エル特急指定がなされ、その後、2002年（平成14年）12月1日のダイヤ改正時にJR東日本管内で完結する列車についてエル特急の呼称が廃止されたため、JR東日本で最後に新設されたエル特急となった。また、経由の北上線が非電化であったことから、JR東日本発足以降唯一、自社保有の気動車で定期運行された特急列車でもある。
1997年3月の秋田新幹線開業に伴い廃止された。

### 運行概況
1日に10.5往復運行された。

#### 停車駅
北上駅 - （ほっとゆだ駅） - 横手駅 - 大曲駅 - 秋田駅
- （ ）は、一部の列車（3・6・11・16号）が停車。

### 使用車両・編成
キハ110系300番台が使用された。いずれも南秋田運転所（現・秋田総合車両センター南秋田センター）所属であった。
キハ110系300番台は、同系列唯一の特急形車両として落成したが、暫定運転であったことから普通車のみであった。通常期の編成と座席区分は以下の通り。多客期は増結による5両編成や6両編成の列車もあった。
- 4両編成（2+1+1両または1+1+1+1両）
  - 1・2・3・4・7・8・11・12・15・16・17・18・22号
  - 自由席：4・3号車、指定席：2・1号車
  - 禁煙席：3・1号車
- 3両編成（2+1両または1+1+1両）
  - 5・6・9・10・13・14・20号
  - 自由席：3号車、指定席：2・1号車
  - 禁煙席：2号車
- 7両編成（2+1+1+1+1+1両）
  - 19号
  - 自由席：7・6・5※号車、指定席：4 - 1号車（5号車は日によって指定席に変更）
  - 禁煙席：6・3・1号車

運行終了後には20両全車が200番台に改造されて新津運輸区に2両が、長野総合車両センターに18両が転出し、現在は一般形気動車として使用されている。このうち長野総合車両センター所属の2両は2014年に観光列車「おいこっと」に再改造されている。
また、長野総合車両センターに転出した車両は200番台化改造工事による入場までの間、エクステリア・インテリア共に300番台の仕様のまま臨時快速「信州循環列車」に充当されたこともあった。

## 田沢湖線・北上線・奥羽本線横手駅 - 秋田駅間の昼行優等列車の歴史・沿革
本節では、列車沿革上密接な関連性が認められる田沢湖線や北上線、（エル特急「たざわ」、急行「きたかみ」などを中心に）奥羽本線横手駅 - 秋田駅間で運行された昼行優等列車の歴史・沿革を記述する。

### 田沢湖線
- 1966年（昭和41年）10月20日：田沢湖線全通により、盛岡駅 - 秋田駅間を結ぶ急行列車として「南八幡平」（みなみはちまんたい）が設定される。設定当初は2往復。
  - 下りの「第1南八幡平」と上り「第1南八幡平」・「第2南八幡平」は、奥羽本線大曲駅 - 秋田駅間で急行「千秋」に併結して運転[注 9]。
- 1968年（昭和43年）10月1日：「南八幡平」の名称を「たざわ」に変更。この際、仙台駅発着の列車を1往復設定。
  - 奥羽本線大曲駅 - 秋田駅間では、下り「たざわ1号」は急行「千秋1号」と、同「たざわ2号」は急行「きたかみ1号」と、上り「たざわ1号」は急行「きたかみ1号」と、同「たざわ2号」は急行「こまくさ」と併結して運転[8]。
- 1982年（昭和57年）6月23日：東北新幹線大宮駅 - 盛岡駅間暫定開業に伴い、仙台駅発着の「たざわ1・4号」は盛岡駅で系統分割され、仙台駅 - 盛岡駅間は「たざわ11・12号」に改められる。なお、盛岡発着の「たざわ」2往復は、それぞれ東北新幹線「やまびこ」に接続。奥羽本線大曲駅 - 秋田駅間での急行「きたかみ」、「こまくさ」との併結を取りやめ[9]。

### 北上線
「北上」・「きたかみ」は、かつて東北本線を走る急行列車名（前者は夜行列車、後者は昼行列車）であった。詳細は東北本線優等列車沿革を参照。
- 1962年（昭和37年）7月15日：仙台駅 - 青森駅間を東北本線・北上線・奥羽本線経由で運行する急行「あけぼの」運転開始（701D・702D）[10][11][12]。
- 1968年（昭和43年）10月1日：仙台駅 - 青森駅間急行「あけぼの」を「きたかみ」に名称変更[10][13]。
  - 奥羽本線大曲駅 - 秋田駅間では、下り「きたかみ1号」は急行「たざわ2号」と、上り「きたかみ1号」は急行「たざわ1号」と併結して運転[8]。
- 1971年（昭和46年）3月20日：仙台駅 - 秋田駅間を東北本線・北上線・奥羽本線経由で運行する臨時特急「あおば」運転開始[10][12]。
  - 上野駅 - 秋田駅間特急「つばさ」の間合い運用でキハ181系特急気動車で運転。
  - 当初は臨時列車扱いで、市販の各時刻表には「当分の間運転」と記載。なお、半年間は普通車のみの編成であったが、10月にはグリーン車・食堂車を連結した編成となった[12]。
- 1972年（昭和47年）3月15日：「あおば」定期列車に格上げ[12]。
- 1975年（昭和50年）11月25日：「つばさ」の電車化に伴い、同特急の間合い運用で運行された特急「あおば」を廃止、急行「きたかみ」に格下げ[10][13][14]。
  - 特急「あおば」廃止時の停車駅
  - 仙台駅 - 塩釜駅 - 小牛田駅 - 一ノ関駅 - 水沢駅 - 北上駅 - 陸中川尻駅（現・ほっとゆだ駅） - 横手駅 - 大曲駅 - 秋田駅
- 1980年（昭和55年）10月当時の時刻表による、急行「きたかみ」の北上線内における運行概況は以下のとおり[15]。
  - 線内を3往復運転。仙台駅 - 秋田駅間が2往復（1, 2, 5, 6号）、青森発着は1往復（3, 4号）。
  - 停車駅：北上駅 - 陸中川尻駅（現・ほっとゆだ駅） - 横手駅
  - 横手駅 - 北上駅間を1時間8分 - 1時間20分かけて走破。
  - 急行「きたかみ」の停車駅
  - 仙台駅 - 塩釜駅 - （松島駅） - 小牛田駅 - （瀬峰駅） - （花泉駅） - 一ノ関駅 - （平泉駅） - 水沢駅 - 北上駅 - 陸中川尻駅（現・ほっとゆだ駅） - 横手駅 - 大曲駅 - （羽後境駅） - 秋田駅 （ - 土崎駅 - 八郎潟駅 - 森岳駅 - 東能代駅 - 二ツ井駅 - 鷹ノ巣駅 - 大館駅 - 碇ヶ関駅 - 大鰐駅（現・大鰐温泉駅） - 弘前駅 - 浪岡駅 - 青森駅）
  - 秋田駅までの（）内は一部停車、秋田駅 - 青森駅間は急行「しらゆき」と併結運転。

### 上越新幹線開業後から秋田新幹線開業まで
- 1982年（昭和57年）

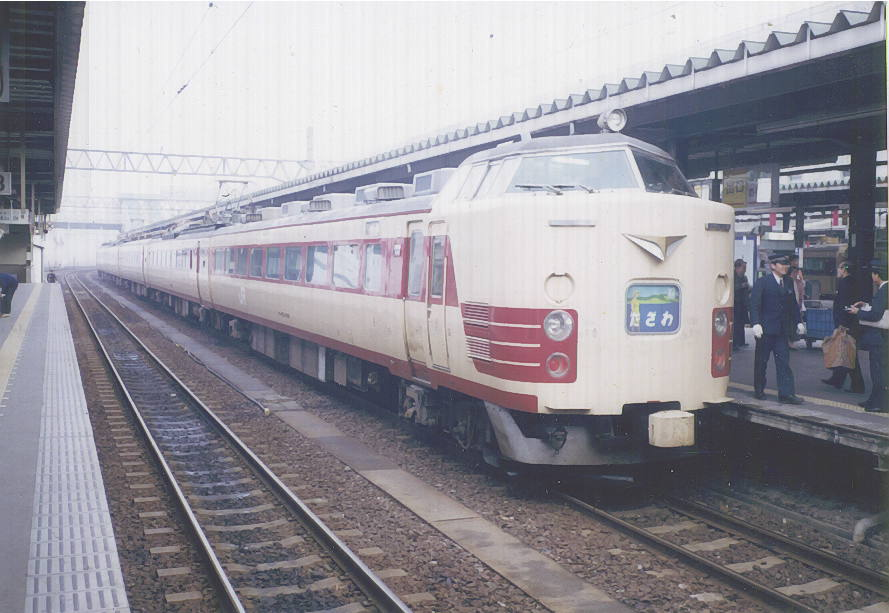
特急「たざわ」（1992年11月 盛岡駅）

  - 11月15日：上越新幹線開業・東北新幹線本格開業に伴うダイヤ改正により、以下のように変更。
    - 急行「たざわ」を盛岡駅 - 秋田駅間を結ぶ特急列車（エル特急）に変更。6往復運転[16]。
      - 車両に関しては485系1000番台を使用。

    - 急行「きたかみ」を快速に格下げし、運行区間を北上駅 - 湯沢駅間に変更[10][17]。
- 1985年（昭和60年）3月14日：ダイヤ改正により、「たざわ」の6往復中2往復を青森駅まで運転区間を延長[18]。
  - 編入列車は、秋田駅 - 青森駅間の急行「むつ」3往復中下り1本・上り2本[19][注 10]を格上げ、福井駅→青森駅間特急「白鳥1号」の秋田 - 青森間[19]を再編の上編入[18]。
  - 田沢湖駅と角館駅に全ての特急「たざわ」が停車。
- 1986年（昭和61年）
  - 5月6日：半室グリーン車化改造のクロハ481-1000を先頭車に順次連結[16]。
  - 11月1日：ダイヤ改正により、以下のように変更。
    - 「たざわ」9往復に増発（3往復は青森駅発着）[16]。
    - 横手駅 - 秋田駅間に快速「おものがわ」を設定。朝夕1往復のみ運行[21]。
- 1988年（昭和63年）3月13日：ダイヤ改正により、「たざわ」13往復に増発、毎時1本の運行体制となり、このうち1往復が東能代駅まで延長[16][22]。
- 1989年（平成元年）3月11日：ダイヤ改正により、「たざわ」14往復に増発[16]。
- 1991年（平成3年）3月16日：ダイヤ改正により、「たざわ」の最高速度が従来の95 km/hから全区間で110 km/hに向上、これにより所要時間が最大13分程度短縮[1]。また、青森発着の1往復が停車していた川部駅・浪岡駅が停車駅から除外される。春 - 秋の一部列車で行われていた小岩井駅への停車が取りやめ。
- 1992年（平成4年）3月16日：ダイヤ改正により、「おものがわ」1往復増発[23]。
- 1993年（平成5年）12月1日：ダイヤ改正により、以下のように変更。
  - 「たざわ」青森駅発着が3往復から2往復に減少[16]。
  - 「おものがわ」を快速「かまくら」に改称。運行区間も湯沢駅 - 秋田駅間に変更および4往復運行[24]。
- 1994年（平成6年）3月1日：1往復（末期は25・4号）で行われていた刈和野駅への停車が取りやめ。
- 1995年（平成7年）12月1日：ダイヤ改正により、以下のように変更。
  - 「たざわ」東能代駅発着の1往復を秋田駅発着に変更[16]。
  - 「かまくら」1往復減便により、3往復の運行[25]。
- 1996年（平成8年）3月30日：田沢湖線改軌工事（秋田新幹線工事）による全面運休に伴い、以下のように変更。
  - 「たざわ」の運転区間を秋田駅 - 青森駅間に変更し、2往復運転[16]。
  - 「たざわ」代替として北上駅 - 秋田駅間で北上線・奥羽本線経由で運行する特急「秋田リレー」運転開始[10][12]。
    - 「秋田リレー」の列車番号は「たざわ」が用いていた「3000＋号数」に気動車であるDを末尾に付した。
- 1997年（平成9年）3月22日：秋田新幹線開業に伴い以下のように変更。
  - 「たざわ」の残存区間を「かもしか」に改称し、廃止[12][16]。
  - 前日の運行をもって特急「秋田リレー」廃止[10][12]。
    - 廃止により、余剰となったキハ110系300番台は、座席配置を変更し、他線区（長野地区と新潟地区）に転用。

  - 「かまくら」1往復の運行区間を横手駅 - 秋田駅間に変更[26]。

### 秋田新幹線開業以降
- 1999年（平成11年）
  - 3月12日：奥羽本線山形駅 - 新庄駅間の改軌工事開始に伴い、「かまくら」上り1本を湯沢行に変更[27]。
  - 12月4日：山形新幹線山形駅 - 新庄駅間延伸開業に伴うダイヤ改正により、以下のように変更。
    - 快速「きたかみ」普通列車に格下げ、廃止[17]。
    - 「かまくら」1往復減便により、2往復の運行[28]。
- 2002年（平成14年）12月1日：ダイヤ改正により、快速「かまくら」廃止。